# Adiabatische expansie
Het vergroten van het volume van een vaste hoeveelheid gas zonder warmteuitwisseling met de omgeving heet adiabatische expansie. Het verkleinen van het volume onder dezelfde omstandigheden heet adiabatische compressie.
Voor een ideaal gas geldt bij adiabatische expansie (of compressie):
{\displaystyle pV^{\gamma }={\rm {constant}}}
met gamma γ = 53 voor een ideaal monoatomisch gas en γ = 75 voor een diatomisch gas (zoals lucht, bij benadering). Hierbij is γ de adiabatische constante.
Bij expansie van lucht neemt het volume volgens bovenstaande formule minder toe dan de druk afneemt, het product pV neemt dus af en volgens pV = nRT (de gaswet) neemt de temperatuur daarmee ook af.
Voorbeeld in de meteorologie: in de dampkring wordt door de winden de lucht goed gemengd. Toch is de lucht op 1 km hoogte kouder (ca. 10 °C per km) dan op zeeniveau. Dit komt door de adiabatische expansie van de lucht tijdens het mengen. Op lagere hoogte is de druk namelijk hoger dan op hogere hoogte, omdat de lagere luchtlagen het gewicht van de lucht erboven dragen.